# María Idalia
María Idalia Garcia (Mexikóváros, 1931. október 29. – Mexikóváros, 2019. július 1.) mexikói színésznő.

## Filmjei
- Senda prohibida (1958, tv-sorozat, három epizódban)
- Cadenas de amor (1959, tv-sorozat, három epizódban)
- Puños de Roca (1960)
- El hombre de oro (1960, tv-sorozat, három epizódban)
- Senda prohibida (1961)
- Estos años violentos (1962)
- La actriz (1962, tv-sorozat, három epizódban)
- Rostro infernal (1963)
- Madres egoistas (1963, tv-sorozat, három epizódban)
- Tu eres un extraño (1965, tv-sorozat, három epizódban)
- Tormenta de pasiones (1965, tv-sorozat)
- Obsesión (1967, tv-sorozat, három epizódban)
- Cuna vacía (1967, tv-sorozat, 48 epizódban)
- Fallaste corazon (1968, tv-sorozat, három epizódban)
- Click, fotógrafo de modelos (1970)
- Mamá campanita (1978, tv-sorozat)
- Gotita de gente (1978, tv-sorozat, három epizódban)
- Monte Calvario (1986, tv-sorozat, három epizódban)
- Marianela (1993, tv-film)
- Bendita Mentira (1999, tv-sorozat, három epizódban)
- Tres mujeres (1999, tv-sorozat, egy epizódban)
- Tu historia de amor (2003, tv-sorozat, három epizódban)